# Sint-Jan Baptistkerk (Gent)
De Sint-Jan Baptistkerk is een neogotische parochiekerk in de Belgische stad Gent. De kerk staat aan het Emilius Seghersplein in de wijk Brugse Poort.

## Geschiedenis
Het gebied voor de Brugse Poort was tot de 19de eeuw een landelijk gebied net ten westen van de Gentse stadsomwallingen. Door de industrialisering in de 19de eeuw vestigden zich hier fabrieken en arbeiderscités en groeide hier een dichtbevolkte arbeiderswijk.
Vanuit de moederparochie Sint-Martinus in Ekkergem richtte de Kerk ook in de nieuwe wijk een bidplaats op. In 1861 wijdde men de parochie Sint-Jan-Baptist en een paar jaar later werd de kerk opgetrokken. De eerste plannen waren van architect Jacques Van Hoecke. Hij overleed echter en het eerste bouwwerk stortte in. Hij werd opgevolgd door Charles Leclerc-Restiaux, die na aanpassingen de kerk voltooide. Op 7 oktober 1866 werd de kerk ingewijd.
In 2016 werd bekend dat de kerk zal worden verkocht.